# Поштанска марка
Поштанска марка је начин евидентирања и плаћања поштанских услуга. Коверте или разгледнице обично садрже мали правоугаоник на који се марке залепљују. Поштанска марка потврђује да је пошиљалац писма платио у потпуности или делимично цену поштанске услуге. Коришћење поштанских марака је најраширенији начин плаћања поштанских услуга.
Облик поштанских марака углавном је правоугаон и са зупцима (перфорација ради лакшег одвајања марака из листа), мада их има и у облику троугла и петоугла и могу бити без зубаца. Сијера Леоне и Того су издале поштанске марке у облику воћки. Бутан је издао поштанску марку која је била грамофонска плоча на којој је била снимљена национална химна. Марке су такође издаване на фолијама а не само на папиру. Сједињене Америчке Државе издале су једну пластичну поштанску марку.
У Холандији издаване су марке на сребрној фолији.
Владе издају марке различитих апоена у неједнаком броју и рутински прекидају неке линије и уводе друге, а због њихових илустрација и повезаности са друштвеном и политичком стварношћу времена њиховог издавања колекционари марака често их цене због њихове лепоте и историјског значаја. Изучавање историје марака и поштанских система се називају филателијом. Будући да колекционари често купују марке од издавачке агенције без намере да их користе за поштарину, приходи од таквих куповина и плаћања поштарина могу донијети извор нето добити. Дана 1. маја 1840. у Великој Британији је издата марка Пени Блек, прва лепљива поштанска марка. У року од три године поштанске марке су представљене у Швајцарској и Бразилу, нешто касније у Сједињеним Државама, а до 1860. године биле су кориштене у 90 земаља света. На првим поштанским маркама није било неопходно да се прикаже земља издавач, те на њима није било имена државе. Стога је Уједињено Краљевство и даље остаје једина земља на свету која је изоставља своје име на поштанским маркама; монархова слика означава Уједињено Краљевство као земљу порекла.

## Историја

### Деветнаести век
Поштанске марке су олакшавале доставу поште од 1840-их. Пре тога, мастило и ручне марке (отуда реч 'марка'), обично направљене од дрвета или плуте, често су се користиле за франкирање поште и потврду плаћања поштарине. Џејмс Чалмерс из Велике Британије је први 1834. дошао на идеју о развоју поштанске марке. Сличну замисао имао је и Ловренц Кошир (Словенац), поштански службеник у Бечу 1835, али његова идеја није имала добар пријем. Касније је концепт самолепљиве поштанске марке објавио Роуленд Хил у тексту Postal Reform: its Importance and Practibility (Поштанска реформа: значај и практичност) 1837. године. У овом тексту он тврди да је боље да пошиљалац плаћа пренос поштанске пошиљке. Такође се залаже за увођење јединствене тарифе од 1 пенија за писмо без обзира где се шаље. Чалмерове идеје коначно су прихваћене у британском Парламенту августа 1839. и 6. маја наредне године издата је прва поштанска марка Црни пени на којој је био лик краљице Викторије. Постоје различити наводи о проналазачу или проналазачима марке.
Пре увођења поштанских марака, пошту у Уједињеном Краљевству плаћао је прималац, систем који је био повезан са нерешивим проблемом: поштанска служба није могла да надокнади трошкове доставе поште када примаоци нису били у могућности или нису хтели да плате. испоручене пошиљке, а пошиљаоци нису имали подстицај да ограниче број, величину или тежину послатих пошиљака, без обзира да ли ће на крају бити плаћене или не. Поштанска марка је решила ово питање на једноставан и елегантан начин, уз додатну предност простора за уношење елемента лепоте. Истовремено са првим маркама, Уједињено Краљевство је понудило омоте за пошту. Каснији сродни проналасци укључују поштанску опрему као што су коверте са унапред плаћеном поштарином, разгледнице, писмоносне карте, аерограми, поштарина и, у скорије време, специјалне кутије и коверте које је бесплатно обезбедила Поштанска служба Сједињених Држава за приоритетну или експресну пошту.

### Србија
Прва поштанска марка у Србији издата је 1866. године. На њој је приказан тадашњи српски грб, изнад је стајао натпис „К. С. ПОШТА” (кнежевска српска пошта), а испод цена од једне паре. Те 1866. године издато је пет марака (цене су биле, редом: 1 пара, 2 паре, 10 пара, 20 пара и 40 пара).

### Црна Гора
Прва поштанска марка у Црној Гори издата је 1874. године. На њој је приказан лик књаза Николе I и коштала је 2 (тадашња црногорска) новчића.

## Главне особине поштанских марака

### Облик и величина
Облик поштанских марки је обично четвероугаон у разним размерама страница. Због лакшег штампања и одвајања из табака, формат је остао још од почетка издавања. Поште неких земаља издају у задње време издања разних облика, троугласте су још у 60-тим годинама биле честе у издањима француске поште и пошта афричких земаља које су у биле француске колоније, док се округле марке појављују у неколико задњих година, поготово у издањима са мотивом фудбала. Позната су такође издања у облику срца која имају више филателистичку и рекламну вредност, обично поводом дана Светог Валентина. Познати су такође и други облици као ромб, осмероугао, петоугао, шестоугао, изглед географске карте, банане, кокосовог ораха, грба државе итд. Пошта Бутана је 1973. године издала серију од 7 округлих поштанских марака, које су уједно и грамофонске плоче са народном музиком, историјом и химном Бутана. Величина је обично одређена поделом на редовне и пригодне марке. Тако да су редовне марке по правилу мањег формата, једноставније израде и високог тиража, а пригодне веће, квалитетније израде, штампе и мањег тиража. По правилу се формат марке дефинише као B x H, где је B ширина (водоравно), а H висина (вертикално) поштанске марке.

### Назубљење
Назубљење је облик раздвајања поштанских марака из блока. Блокови се након израде перфорирају у правилним размацима усправно и водоравно, те тако настаје назубљење. У почетку су се марке штампале без перфорације, те су се на шалтеру приликом продаје, резале маказама. Развојем технологије, омогућено је перфорирање блокова, чиме је омогућено брже одвајање из блока. За разлику од марака које су резане из блока, марке су ручно перфориране и на шалтеру, те је то доводило до тога да исте марке имају различито назубљење. Назубљење се интернационално мери по броју перфорација (зубаца) на дужини од 2 cm, а означава се нпр. бројевима Ks 12½ : 9. Први број означава да на ширини од 2 cm су 12½ зубаца. Други број означава назубљење по висини. У случају различитог назубљења, назубљење означавамо по систему:
- 11 : 9½ : 12 : 11, где вредности иду слева на десно и те вредности означавају назубљење горе-лево-доле-десно.
- двострано или тространо назубљење, код марки из карнета, по ком се може одредити положај марке у карнету. Код овог назубљења једна је страна равна.

Испред назубљења у каталогу обично стоји словна ознака назубљења, која је у зависности од језика на којем је каталог штампан, означава врсту назубљења. Назубљење се мери упоређивањем са посебним кључем, разним механичким шаблонима, као и посебним компјутерским програмима. Осим ових назубљења, постоје тзв. сигурносна назубљења која се препознају по једном или више специјалних зубаца, којима се онемогућава кривотворење. Према врсти перфорација разликују се следећа назубљења:
- без назубљења, су поштанске марке које се режу, или на шалтеру приликом продаје или одмах након штампања. Разлози су обично, недостатак могућности зупчања као и финанцијска уштеда кроз повољнију израду, као и на самом почетку издавања поштанских марки када су се скоро све ниже категорије (новинске марке, пакетне марке...) производиле без назубљења. У задње време ретке, мада је познато издање Бх. поште из 1992. године са серијом тадашњег грба Републике Босне и Херцеговине, које готово није било у оптицају због рата у БиХ. Данас се могу наћи на тржишту многобројне кривотворине, те је марку без назубљења, поготово ако има већу каталошку вредност, потребно стручно испитати или упоредити са каталогом, да ли уопће постоји издање без назубљења.
- без назубљења, али са шалтерским перфорирањем, су марке које су крајем 19. века и почетком 20-тог зупчене на шалтерима врло једноставним ножевима. Тако су позната издања која имају неправилна назубљења и прилично оштечене зупце.
- Линијско назубљење је једно од првих начина назубљења. Блок се перфорира прво у једном правцу (нпр. водоравно), након чега се окреће, те се перфорира у другом правцу. Поступак је прилично непрецизан, те су марке са овим назубљењем различите величине и углови маркица су обично неправилни или оштећени.

- Приказ линијског назубљења
- Водоравно
- Усправно

- Обично чешљасто назубљење. Блок се перфорира са три стране истовремено и то једном водоравно и два пута усправно. Перфорира се ред по ред. Особина овог назубљења је да су углови поштанских маркица очувани и правилног изгледа.

- Приказ обичног чешљастог назубљења
- Прво зупљење
- Друго зупљење

- Унакрсно чешљасто назубљење,
- Блок назубљење је назубљење у којем се блок истовремено перфорира. Не разликује се од чешљастог назубљења, осим по томе, да је за производњу краћи процес израде. Тиме се обично ограничава формат поштанских марки, јер се поште због ниских трошкова одлучују за неколико формата.

- Приказ блок назубљења
- Блок назубљење

- Мешовито назубљење је данас врло ретко. Означава назубљење које је на марки вертикално и водоравно различито. Обично настаје ако се велика серија водоравно перфорира, те се накнадно вертикално зупча на другој машини.

### Водени жиг
Водени жиг је вид заштите поштанских марки утискивањем жига у папир. Ради се о специјалном жигу, који је на папиру отиснут у правилним облицима и правилним размацима. Видљив је под ултраљубичастим светлом, али и под нормалним осветљењем. Слични жигови се штампају на новчаницама, као заштита од кривотворења. У филателији је од посебитог значаја положај и правац воденог жига на марки. Тако се може разликовати марка на којој је водени жиг заокренут за 90° или за 180°. Филателистичка вредност се може разликовати од стандардног положаја. Мотив воденог жига је обично везан са симболиком, традицијом поште и државе издавања, те се могу разликовати краљевске круне, историјски симболи, име државе, као и једноставна графичка решења биљака и животиња.

### Материјал (папир)
Развојем технологије, папир за штампање марки се од првобитног релативно неквалитетног папира, развио у висококвалитетни папир са разним видовима заштите. Најчешће кориштени материјал за штампање поштанске марке је високовредни папир који у свом саставу има флуоросцентне материје, које онемогућавају кривотворење, те омогућавају контролу при аутоматском жигосању на аутоматима, приликом отпреме поштанских пошиљки. У почетку се на марке додатно утискивала флуоросцентна заштита обично у виду уске флуоросценте траке, те постоје издања са и без заштитне траке. Квалитетни захтеви папира односе се такође на трајност, способност држања боје, лепка на полеђини, одређену дебљину папира, као и механичке особине папира морају задовољавати критерије које постављају поште приликом аутоматског очитавања, жигосања, сортирања и отпреме поштанских пошиљки. Постоје и издања појединих пошта која су на другим материјалима, као нпр.:
- дрво (фурнир) у издању швицарске поште,
- пластичне материје, издање поште Бутана као грамофонске плоче, поште Демократске републике Немачке
- алуминијумска фолија у издању советске поште,
- златна фолија у издању поште Бурундија
- платно у издању аустријске, швајцарске и италијанске поште.

Међутим сви други материјали осим папира, показали су се непрактичним за употребу, те су та издања више погодна за филателисте и завршавају обично у албумима, неупотребљена у поштанском промету.
Папир који се користи у штампању поштанских марки може се поделити на:
- Ручно израђени папир,
- Влакнасти папир,
- Папир са свиленим концем,
- Папир у боји
- Висококвалитетни папир,

### Квалитет гумене полеђине
На полеђини поштанске марке налази се танки нанос лепка или гуме која у додиру са водом реагује, те се тиме активирају лепљиве материје. Данас се гумени нанос наноси на празан блок пре штампања, док се раније лепак наносило тек након завршеног штампања, обично ручно четком. На почетку се користио лепак животíњског порекла, а касније лепак на биљној бази. Данас се углавном користи лепак на основи синтетичког полимера поливинил алкохола. Главна је особина свих лепака да реагирају у додиру са водом или повећаним степеном влажности, те се активирањем лепљивих материја, омогућава лепљење марке на поштанску пошиљку. Неке поште данас искључиво користе самољепљиве марке, нпр. пошта САД, док неке повремено издају самолепљиве марке. Оне се по правилу тешко одвајају од папира те су за филателију релативно мање вредне. На тржишту се појављују раствори које омогућавају одвајање од папира самољепљивих марки, мада квалитет заостаје од тзв. стандардног гумирања. Покушаји немачке поште педесетих и осамдесетих година да у лепак додају миришљаве материје (са окусом менте и сл.) остао је као експеримент и није прешао у праксу.
Квалитетно се може препознати добро гумирање, по томе да залепљена марка задржава облик и не гужва се након што је одлепи са папира и пресује.